# Giovanni Bollea
Giovanni Bollea (Cigliano, 5 dicembre 1913 – Roma, 6 febbraio 2011) è stato uno psichiatra italiano, padre della moderna neuropsichiatria infantile (NPI).

## Biografia
Giovanni Bollea nacque a Cigliano, in provincia di Vercelli, il 5 dicembre 1913 da Gelsomino Bollea e Rosa Gaida.
Visse la sua infanzia tra stenti e ristrettezze economiche, tuttavia ricevette un'ottima educazione scolastica e frequentò ambienti medio-alto borghesi.
Crebbe con gli ideali del socialismo e della parità di diritti dei cittadini, fu aperto alla critica e all'anticonformismo, grazie soprattutto al temperamento materno, contrario a qualsivoglia forma di ingiustizia sociale, e all'ideologia politica del padre che era «un idealista e ribelle per natura, insofferente verso ogni forma di ingiustizia sociale» come lui stesso scriveva nel 1967. Diplomatosi alla scuola Gioberti di Torino nel '32, spinto dai genitori si iscrisse alla facoltà di Medicina e Chirurgia presso l'Università di Torino.
La sua vita fu presto sconvolta dalla morte del padre, al quale era profondamente legato in un rapporto quasi simbiotico, nel 1933, per una polmonite acuta, e da quella della madre, nel 1935.
Proseguì la carriera scolastica grazie ai sussidi universitari, riuscendo così ad ottenere un posto come allievo interno all'Istituto di anatomia patologica, nutrendo un fortissimo interesse per la chirurgia e per l'istologia. Solo nell'ultimo periodo iniziò a prendere in considerazione l'idea di divenire neuropsichiatra, grazie alle illuminanti e promettenti lezioni sulla psicopatologia della schizofrenia tenute dal professor Lugaro, alla passione in lui suscitata per le paralisi cerebrali e l'igiene mentale rispettivamente dal professor Sabatucci e De Sanctis, ma soprattutto grazie al professor Heuyer, esperto diagnosta e detentore dell'arte del dialogo con i bambini, conosciuto durante l'assistentato post lauream del 1949 alla facoltà di medicina di Parigi.
L'8 luglio 1938 riuscì ad ultimare il suo percorso di studi laureandosi con lode e dignità di stampa, con una tesi incentrata sui casi di degenerazione delle poliposi intestinali.

### Matrimonio e persecuzioni
Un mese dopo la laurea, ossia l'8 agosto 1938, sposò con non poche difficoltà Renata Jesi, appartenente ad una ricca famiglia borghese ebrea, con la quale ebbe tre figli, il primogenito Marco Ernesto (divenuto psichiatra), la secondogenita Maria Rosa (attuale docente di Scienza dell'alimentazione), e Daniele (noto fisico, pittore e poeta).
Trasferitosi a Roma, intraprese per il suo inizio di carriera lavorativa lo studio delle malattie nervose e mentali presso La Clinica diretta dall'inventore dell'elettroshock Ugo Cerletti, che divenne per lui cicerone e maestro di vita.
Venne tuttavia alle armi, dapprima nel 1941, in qualità di tenente medico di completamento con responsabilità nel settore neurologico, poi nel 42' nella campagna slovena e russa.
Tornato in Italia dovette fronteggiare la situazione delle leggi razziali, che lo portò ad allontanarsi dal nucleo familiare e a lottare con tutte le forze affinché il figlio Marco fosse considerato un “non ebreo”, in quanto nato da matrimonio misto.
Solo nel 1943, finita la guerra, riuscì a ricompattare la famiglia e dedicarsi all'attività di assistentato presso l'Università.

### L'interesse per gli infanti- Nascita del CMPP
Deciso ad alienarsi dalla dialettica biomedica della Clinica per concentrarsi sull'ambito umanistico-psicoanalitico, avviò nel 1948 il primo Centro Medico Psicopedagogico (CMPP), formato da medici, psichiatri, psicologi e assistenti sociali. Tale équipe multidisciplinare facilitava la costruzione del processo diagnostico sotto forma di diagnosi pluridimensionale; rappresenterà per molti anni l'ossatura dei Servizi Materni Infantili.
Frequentò a Losanna un corso di specializzazione di psichiatria infantile, che lo porterà negli anni cinquanta a rivoluzionare la neuropsichiatria infantile italiana, introducendo per la prima volta nella storica clinica universitaria di Roma, la psicoanalisi, la psicoterapia di gruppo e il lavoro d'équipe.
Scrisse, con Maria Venturini, la “Relazione sul convegno internazionale di Roma sui centri medico-psicopedagogici”, che rifletteva sulle fasi salienti del convegno italo-franco-svizzero tenutosi a Roma nel 1947, con un focus rivolto all'educazione e alla preparazione del personale d'equipe per affrontare la situazione post-bellum nel migliore dei modi, cercando di evitare estremi disagi sociali e relazionali negli adolescenti più fragili.
Nel 1953 ripubblicò, con una nuova veste, l'antica rivista di psichiatria infantile italiana Infanzia Anormale, fondata da Ferreri (1907-1925) e diretta in un secondo tempo da De Sanctis e Eugenio Medea (1928-1930). Mantenne la direzione della rivista, divenuta Neuropsichiatria Infantile nel 1969, e poi dal 1984 Psichiatria dell'infanzia e dell'adolescenza, fino al 1995. Fu fondatore e direttore dell'Istituto di neuropsichiatria infantile di via dei Sabelli a Roma e primo presidente della Società italiana di neuropsichiatria infantile, nonché promotore di innumerevoli iniziative a favore dell'infanzia. 
Oltre al compendio di neuropsichiatria infantile ed a più di 250 lavori, ha pubblicato il best seller Le madri non sbagliano mai.

### La seconda vita
Congedato dall'Università di Roma nel novembre 1989, fu nominato professore emerito due anni dopo, continuando tuttavia a frequentare l'Istituto di neuropsichiatria, nel quale era stata affissa una targa che gliene riconosceva la paternità.
Si dedicò così alla divulgazione del suo pensiero e alla pubblicazione di best seller che riscossero grande successo internazionale, sempre supportato e stimolato dalla seconda moglie Marika Carniti, personaggio di rilievo nel mondo dell'arte e del design italiano.
Impegnò gli ultimi anni della sua vita alla lotta per il rimboschimento nel progetto Alberi per la vita, nato specificamente come nuovo metodo di inserimento sociale per i disabili e come lotta naturalista alla dialettica distruttiva dell'uomo sull'ambiente. 
Fu inoltre molto attivo politicamente, lottando per i diritti degli adolescenti e per un nuovo sistema scolastico. Solo nel 2008 entrò a far parte del neonato Partito Democratico.

### Onorificenze e morte
Nel 2003 ricevette la laurea honoris causa in Scienze dell'educazione dell'Università di Urbino.
Nel 2004, gli fu conferito il premio alla carriera al Congresso mondiale di psichiatria e psicologia infantile di Berlino e, nel 2007, fu nominato cavaliere di gran croce dal Presidente della Repubblica Giorgio Napolitano.
Fu inoltre membro del Comitato d'Onore del Premio UNICEF - dalla parte dei bambini sin dalla sua istituzione nel 1999. 
Si spense il 6 febbraio 2011 all'età di novantasette anni dopo un'ischemia cerebrale che lo costrinse, per sei lunghi mesi, al ricovero presso l'Ospedale Gemelli di Roma.

## Il sogno della Montessori
Bollea propone un racconto dove si intrecciano le figure di due protagonisti, lui e la pedagogista Maria Montessori, nel quale manifesta il desiderio delle due eminenti figure di fondere la branca della psichiatria con quella della pedagogia, tracciando una linea guida tra psicoterapia e riabilitazione pedagogica.
Lascia trapelare quindi il suo interesse, ereditato da Ugo Cerletti, di instaurare un nuovo paradigma terapeutico pluridimensionale e pluridirezionale, basato sull'analisi delle caratteristiche fisiche e ambientali del paziente e sulla sinergica collaborazione d'equipe che coinvolge psichiatri, psicologi e assistenti sociali.
Nasce su queste basi la moderna neuropsichiatria italiana.

## Gli stadi evolutivi del gioco
Bollea riversò grande importanza all'ambito ludico nel periodo dello sviluppo, inteso come forma di inserimento sociale ed evoluzione della personalità del puer.
Nei suoi studi delinea con particolare, e talvolta eccessiva precisione, l'evoluzione del gioco in relazione all'età presa in esame.
Vengono considerate qui quattro sottoclassi distinte di giochi:
- Giochi funzionali (0-2 anni), che riguardano la ripetizione paradigmatica di semplici movimenti e la riproduzione di suoni e rumori, al fine di raggiungere una maggiore confidenza con l'ambiente e con il proprio corpo;
- Giochi di immaginazione e di imitazione (2-6 anni), che alimentano la capacità creativa del bambino;
- Giochi con regole arbitrarie (dai 6 anni in poi), anch'essi formativi di immaginazione e capacità astrattiva, ed allo stesso tempo indispensabili per radicare nel bambino il bisogno di regole e limiti della vita nella società;
- Giochi d'acquisizione e di costruzione (dai 6 anni in poi), che alimentano l'acquisizione di esperienze, nozioni e capacità progettuale.

Fin da sempre esistito nella dimensione umana della distrazione, il gioco assume nel bambino un ruolo fondamentale nella catarsi e nello scarico di energie conflittuali, ma anche nella capacità di relazionarsi con gli altri.
Il gioco diventa così finestra sul mondo del bambino, fondamentale nel campo dell'analisi psicologico-psichiatrica poiché permette agli specialisti del settore di valutare componenti escluse alla capacità comunicativa verbale dell'infante.

## Scuola pilota e scuola dell'obbligo
In una lettera al Ministro della Pubblica Istruzione, Bollea, da sempre preoccupato dello scadente sistema educativo-scolastico italiano, propose un modello alternativo di organizzazione della scuola dell'obbligo che favorisse il processo di crescita degli adolescenti ed allo stesso tempo la tutela dei meno abbienti.
Alla base del progetto vi era la necessità di accorpare la scuola materna e la scuola comune (scuola elementare) in un'unica scuola pilota, ove fosse finalmente possibile l'analisi di tutte le deficienze del soggetto e fosse, allo stesso tempo, evitato lo stress traumatico dell'ingresso alla prima elementare che, non di rado, genera disadattamenti nei soggetti a rischio.
Risultava quindi necessaria una preparazione del personale sul piano psicologico ed educativo affinché si instaurasse un rapporto empatico con i bambini, così da rendere la scuola una continuazione del nido domestico.
Egli sostenne inoltre la necessità di una revisione del piano di studi universitario, improntato, in primo luogo, sul rapporto binomiale tra didattica e ricerca, e tra pratica e teoria, ma anche sulla visione del mondo accademico come agorà, prodromica di confronto, di messa in pratica della teoria, ma soprattutto come fucina del domani e dell'ideologia dei futuri uomini.
(Giovanni Bollea)
(Giovanni Bollea)

## Ansia, anoressia e suicidio nell'adolescente

### L'ansia infantile
In un articolo di Neuropsichiatria infantile, Bollea dedica ampie pagine al problema riguardante l'ansia infantile, tra analogie e differenze con quella adulta.
Manifestazioni d'ansia diventano quindi quell'insieme di sintomi che gli americani descrivono come temper tantrums, le crisi colére blanche dei francesi, stati di irritabilità, certe manifestazioni aggressive, certe fughe immotivate, certe reazioni di opposizione ai genitori o al maestro, certi disturbi della scolarità, certi muticismi, scrupolosità in ogni campo della loro attività sia nei giuochi che nello studio (ragazzi modello). Spesso questi piccoli ansiosi marinano la scuola; la loro timidezza li porta ad essere dei piccoli selvaggi non amanti della compagnia, e ogni tentativo dei genitori di rompere questo isolamento provoca in loro o una crisi di collera o una crisi di angoscia.»
(Giovanni Bollea)
Attraverso i suoi studi dimostrò così che manifestazioni eccessive di sicurezza, temerarietà o incuranza del pericolo vengono utilizzate dal bambino come forme per esorcizzare le paure, nascondendo in realtà dinamiche ansiogene e problemi di integrazione sociale. 
Attraverso un'educazione mirata, secondo Bollea, i genitori possono realmente diventare periti nel riconoscere il manifestarsi di situazione anomale sin dalle prime fasi di gioco del bambino, come nelle manifestazioni eccessive di paure, di introversione e di sadismo.

### L'anoressia mentale infantile
Il padre della moderna neuropsichiatria descrive l'anoressia mentale come nervosa e idiopatica, volendo con tal termine sottolineare la natura psichica della patologia studiata, distinguendola così da quella di natura prettamente organica.
Nei suoi studi con A.M. Muratori rileva, oltre agli errati metodi educativi, una possibile predisposizione neuropatica costituzionale.
Delinea così un profilo del genitore eccessivamente insistente, autoritario, dominatore, perfezionista sotto ogni punto di vista, spesso intellettuale ed emotivamente instabile con trascorsi da anoressico, come una della cause fondamentali della patologia del bambino.
A tal proposito sostiene che il genitore, in analoghe situazioni, debba adattarsi maggiormente alle esigenze fisiologiche e comportamentali in modo da poter scongiurare la degenerazione in sindrome di opposizione totale, con conseguenze devastanti anche sul piano somatico.

### Il suicidio nell'età evolutiva
Nel suo lavoro con Mayer su Infanzia Anormale, esaminando la letteratura e le statistiche al riguardo, Bollea passa in rassegna le cause e la diffusione di tale fenomeno su scala continentale.
Con dati alla mano, riscontra la maggior frequenza e diffusione di tale fenomeno tra i maschi adolescenti a partire dai 10 anni di età, esclusione fatta per la generazione di dodicenni che vede una netta prevalenza nelle femmine.
Anche le modalità del suicidio rientrano in uno schema statisticamente ben definito: dai 10 ai 14 anni, prevalenza di impiccagione e defenestrazione; dai 15 ai 19 anni, prevalenza di utilizzo di armi da fuoco per i maschi, e di avvelenamento per le femmine.
Nonostante le contrastanti teorie e ipotesi di filosofi e scienziati, Bollea e Mayer, sostengono che il suicidio sia in stretto rapporto con le rapide trasformazioni economico-sociali e con i periodi di transizione.
I due scienziati condannano la società contemporanea accusandola di porre precocemente i ragazzi a contatto con la realtà esterna, non considerando la loro reale incapacità di assimilazione e di metabolizzazione dei grandi contesti, portando a situazioni di carenza di stima, inadeguatezza e sommersione dalle cose più grandi di lui.
Altro punto nevralgico della questione è il rapporto conflittuale con gli adulti, sovente diffuso nelle popolazioni occidentali, a causa della mancanza di delimitazioni delle fasi evolutive, che spesso crea precoci ansie e timori per la propria vita.
Tra le altre cause dell'insorgenza del suicidio, vi è infine il disturbo affettivo della personalità, caratterizzato da carenza affettiva precoce, non superamento edipico o assenza di valida identificazione secondaria (ruolo fondamentale di un amico immaginario).

### L'indagine scientifica
Bollea fu senza dubbi uno dei massimi scienziati di fine ventesimo secolo. 
Egli concentrò le sue ricerche sulle degenerazioni e sulle alterazioni organiche neurologiche che causavano pregnanti effetti sul comportamento umano.
In “Encefalografia ed epilessia”, parlando del rapporto tra l'epilessia e analisi della stessa, riconosce una notevole importanza all'encefalografia, grazie alla quale è stato possibile dimostrare che la sopracitata epilessia fosse la causa di una lesione organica cerebrale, e che non la si potesse chiamare malattia, ma sindrome anatomoclinica causata da danni estesi dei centri nervosi.
Studiando invece un caso di leucoencefalite subacuta di una bambina di undici anni, insieme a Benedetti e Preve Lecco, evidenzia come causa primaria l'alterazione progressiva della capacità di organizzazione temporale e spaziale, fino alla perdita di ogni percorso di pensiero, con un progressivo deterioramento demenziale.
Numerose furono le sue indagini nel campo neurologico, tra le quali si ricorda:
- lo studio sul Pseudotumor Cerebri, che ipotizza esser causato da un edema cerebrale da meccanicismo iperergico, con eziologia compatibile con una pregressa iniezione di vaccino antipoliomielite;[18]
- lo studio sul Mongolismo, nel quale evidenzia una relazione diretta della malattia mentale e della deformità con l'età delle madri;[19]
- lo studio sul Gargoilismo familiare che dimostra esser una doppia tesaurismosi glicoprotica e lipidica, nonché la più frequente manifestazione clinica di plurienzimopatia[20];
- lo studio su Anossia e Asfissia paranatali e traumi cranio-vertebrali da parto, con conseguenze dirette nel morbo di Little, forma di paralisi cerebrale infantile caratterizzata da ipertonia muscolare primitiva localizzata sugli arti inferiori, e sindrome di Foster, caratterizzata da un disturbo grave del tono e della forza muscolare, e da una grave insufficienza mentale.[21]

## Opere principali
- Giovanni Bollea, Le oligofrenie dismetaboliche, 1966
- Giovanni Bollea, Compendio di psichiatria dell'età evolutiva, 1961 (2ª edizione 1980)
- Giovanni Bollea, Psichiatria dell'età evolutiva, 3 volumi, 1979-1980
- Giovanni Bollea, "Psichiatria dell'età evolutiva. Sindromi psico-organiche post-natali", Bulzoni, 1980
- Giovanni Bollea, "Neuropsichiatria infantile", USES Edizioni Scientifiche Firenze, 1989
- Giovanni Bollea, Le madri non sbagliano mai, Feltrinelli, 1995
- Giovanni Bollea, Genitori grandi maestri di felicità, Feltrinelli, 2005